# Pohár Intertoto 1999
V poháru Intertoto 1999 zvítězily a zároveň postoupily do poháru UEFA tři týmy Montpellier HSC, Juventus FC a West Ham United FC.

## 1. kolo
| Domácí v 1. zápase       | Celkem    | Hosté v 1. zápase     | 1. zápas | 2. zápas |
| ------------------------ | --------- | --------------------- | -------- | -------- |
| Vålerenga I.F.           | 1–2       | FK Ventspils          | 1–0      | 0–2      |
| PFC Spartak Varna        | 1–8       | K. Sint-Truidense VV  | 1–2      | 0–6      |
| Polonia Warszawa         | 4–0       | Tiligul Tiraspol      | 4–0      | 0–0      |
| FK Pobeda Prilep         | (pen.)4–4 | OD Trenčín            | 3–1      | 1–3      |
| Rudar Velenje            | (v)2–2    | Halmstads BK          | 0–0      | 2–2      |
| Herfølge BK              | 0–4       | MŠK Žilina            | 0–2      | 0–2      |
| FCM Bacău                | 0–2       | FC Ararat Jerevan     | 0–1      | 0–1      |
| FC Lokomotiv-96 Viciebsk | 3–4       | NK Varteks            | 1–2      | 2–2      |
| Union Luxembourg         | 1–7       | Vasas SC              | 1–3      | 0–4      |
| Shelbourne FC            | 0–2       | Neuchâtel Xamax       | 0–0      | 0–2      |
| Ceahlăul Piatra Neamţ    | 2–0       | FK Ekranas            | 1–0      | 1–0      |
| SK Hradec Králové        | 1–1(pen.) | FK Gomel              | 1–0      | 0–1      |
| NK Hrvatski Dragovoljac  | 1–2       | Newry City FC         | 1–0      | 0–2      |
| Makabi Haifa FC          | 2–2(v)    | FK Karabakh           | 1–2      | 1–0      |
| Cementarnica 55 Skopje   | 8–2       | FC Kolkheti-1913 Poti | 4–2      | 4–0      |
| Korotan Prevalje         | 0–6       | FC Basel              | 0–0      | 0–6      |
| NK Jedinstvo Bihać       | 3–1       | GÍ Gøta               | 3–0      | 0–1      |
| Aberystwyth Town F.C.    | 3–4       | Floriana FC           | 2–2      | 1–2      |
| ÍA Akranes               | 6–3       | KS Teuta Durrës       | 5–1      | 1–2      |
| FC Jokerit Helsinki      | 7–1       | Narva JK Trans        | 3–0      | 4–1      |

## 2. kolo
| Domácí v 1. zápase     | Celkem    | Hosté v 1. zápase    | 1. zápas | 2. zápas |
| ---------------------- | --------- | -------------------- | -------- | -------- |
| Perugia Calcio         | 1–0       | FK Pobeda Prilep     | 1–0      | 0–0      |
| MSV Duisburg           | 2–1       | Newry City FC        | 2–0      | 0–1      |
| FC Basel               | 4–2       | 1. FC Brno           | 0–0      | 4–2      |
| Cementarnica 55 Skopje | 2–3       | FC Rostselmash       | 1–1      | 1–2      |
| S.K. Brann             | 3–3(pen.) | NK Varteks           | 3–0      | 0–3      |
| Rudar Velenje          | 2–4       | SC Austria Lustenau  | 1–2      | 1–2      |
| KSC Lokeren            | 6–2       | ÍA Akranes           | 3–1      | 3–1      |
| MŠK Žilina             | 2–4       | FC Metz              | 2–1      | 0–3      |
| FC København           | 1–4       | Polonia Warszawa     | 0–3      | 1–1      |
| Hammarby IF            | 6–2       | FK Gomel             | 4–0      | 2–2      |
| FK Ventspils           | 1–3       | Kocaelispor          | 1–1      | 0–2      |
| FK Karabakh            | 0–9       | Montpellier HSC      | 0–3      | 0–6      |
| FC Ararat Jerevan      | 1–5       | K. Sint-Truidense VV | 0–2      | 1–3      |
| Neuchâtel Xamax        | 0–3       | Vasas SC             | 0–2      | 0–1      |
| FC Jokerit Helsinki    | 3–2       | Floriana FC          | 2–1      | 1–1      |
| Ceahlăul Piatra Neamţ  | 5–2       | NK Jedinstvo Bihać   | 2–1      | 3–1      |

## 3. kolo
| Domácí v 1. zápase    | Celkem | Hosté v 1. zápase | 1. zápas | 2. zápas |
| --------------------- | ------ | ----------------- | -------- | -------- |
| RCD Espanyol          | 1–4    | Montpellier HSC   | 0–2      | 1–2      |
| Ceahlăul Piatra Neamţ | 1–1(v) | Juventus          | 1–1      | 0–0      |
| Trabzonspor           | 4–2    | Perugia           | 1–2      | 3–0(f)   |
| SC Heerenveen         | 4–0    | Hammarby IF       | 2–0      | 2–0      |
| West Ham United FC    | 2–1    | FC Jokerit        | 1–0      | 1–1      |
| SC Austria Lustenau   | 2–2(v) | Rennes            | 2–1      | 0–1      |
| Hamburger SV          | (v)3–3 | FC Basel          | 0–1      | 3–2      |
| K. Sint-Truidense VV  | 2–3    | FK Austria Wien   | 0–2      | 2–1      |
| NK Varteks            | 2–2(v) | FC Rostselmash    | 1–2      | 1–0      |
| Kocaelispor           | 0–3    | MSV Duisburg      | 0–3      | 0–0      |
| KSC Lokeren           | 2–2(v) | FC Metz           | 1–2      | 1–0      |
| Polonia Warszawa      | 4–1    | Vasas SC          | 2–0      | 2–1      |

## Semifinále
| Domácí v 1. zápase | Celkem | Hosté v 1. zápase | 1. zápas | 2. zápas |
| ------------------ | ------ | ----------------- | -------- | -------- |
| MSV Duisburg       | 1–4    | Montpellier HSC   | 1–1      | 0–3      |
| Trabzonspor        | 3–6    | Hamburger SV      | 2–2      | 1–4      |
| FC Rostselmash     | 1–9    | Juventus          | 0–4      | 1–5      |
| Rennes             | 4–2    | FK Austria Wien   | 2–0      | 2–2      |
| West Ham United FC | 2–0    | SC Heerenveen     | 1–0      | 1–0      |
| FC Metz            | 6–2    | Polonia Warszawa  | 5–1      | 1–1      |

## Finále
| Domácí v 1. zápase | Celkem    | Hosté v 1. zápase | 1. zápas | 2. zápas |
| ------------------ | --------- | ----------------- | -------- | -------- |
| Montpellier HSC    | (pen.)2–2 | Hamburger SV      | 1–1      | 1–1      |
| Juventus           | 4–2       | Stade Rennais FC  | 2–0      | 2–2      |
| West Ham United FC | 3–2       | FC Metz           | 0–1      | 3–1      |